# Gerrit Jan de Raadt
Gerrit Jan de Raadt (Bemmel, 28 mei 1900 – 's Gravenmoer, 26 oktober 1962) was een Nederlands politicus.
Hij werd geboren als zoon van Jan Hendrik de Raadt (1863-1917; logementhouder) en Alexandrina Geurdina Gramser (1864-1922). Aan het begin van zijn ambtelijke carrière was hij volontair bij de gemeentesecretarie van Bemmel. In 1933 werd hij tweede ambtenaar bij de gemeente Sassenheim. Hij was daar hoofdcommies voor hij in 1946 benoemd werd tot burgemeester van 's Gravenmoer. Tijdens dat burgemeesterschap overleed hij in 1962 op 62-jarige leeftijd.